# Intermediação financeira
Intermediação financeira é uma atividade que consiste na captação de recursos por instituições financeiras, junto às unidades econômicas superavitárias, e o seu subsequente repasse para unidades econômicas deficitárias. É a atividade típica dos  bancos. 
A intermediação financeira desenvolve-se de forma segmentada, com base em quatro subdivisões estabelecidas para o mercado financeiro:
- mercado

- Sistema de reserva fracionária